# 直通賽
直通賽指中國乒乓球男子國家一隊隊內選拔世界乒乓球錦標賽裡中國約5至7個單打名額的賽事，打兩輪循環賽，選拔賽排名前二至三名直接通過考核獲單打出賽資格，故得名直通賽。國乒女隊同理。中央電視台公開直播。自2006年啟用，一般以該屆世乒賽的舉辦城市為暱稱，例如2006年世乒團體賽中國隊內選拔就稱為「直通不來梅」。一般每年2月舉辦第一輪，3月第二輪，5月出戰世乒賽。

## 歷史
国乒一向由教練組「綜合評定」世乒賽征戰名單，即所謂「内定」，一般以最近一年外戰公開賽成績為據，不會在世乒賽前特意辦選拔賽。2004年奧運男雙罕有賽前隊內選拔，但選拔賽並不公開。
由於5至7個單打名額，僅選拔賽前二至三直通，其餘名額仍由教練組「綜合評定」，有幾屆綜合評定的名額超過直通名額，被輿論質疑選拔賽無異於欽定作秀。例如2009年世乒賽七個單打名額，選拔賽只有前三名能直通橫濱。儘管張繼科名列第四，惟總教練劉國梁不滿張繼科在比賽中不服從戰術暫停指令最終敗陣而不給男單名額，改為保薦預選排名較差的老將陈玘、王勵勤、馬琳及同期的馬龍出戰單打。註二2017年世乒賽五個單打名額，前二名直通杜塞尔多夫，三個由教練組「綜合評定」，教練組保薦了將退役的老將張繼科。
2010年世界乒乓球團體錦標賽（直通莫斯科），男隊改為兩次單敗淘汰賽,每一次的冠軍各得一個直通單打名額，以省隊員體力。

## 細則
2006年世乒團體賽，国乒第一次採用電視直播隊内大循環選拔。歷屆直通賽單打名額分配規則並不盡同。2006年中國國乒男單獲分配五個世乒賽參賽名額，直通賽規則是兩輪成績排名前二直通，第三至第八名再與與教練組提名的另兩名隊員再打一个循環賽，冠軍得第三個男單名額，最后兩個名額由教練綜合評定。

## 引用文獻
1. 1 2 3  . 新浪体育. 2010-05-13  [2018年2月28日]. （原始内容存档于2018年2月28日）.
2. ↑  . 鳳凰新聞. 2014年10月28日  [2018年3月1日]. （原始内容存档于2018年2月28日）.
3. ↑  . 騰訊網轉引《现代快报》. 2009-03-27  [2018年3月1日]. （原始内容存档于2018年2月28日）.
4. ↑  . 新浪體育. 2010-02-04  [2018年3月1日]. （原始内容存档于2018年3月1日）.
5. ↑  . 騰訊網轉引《南方都市报》. 2009-03-06  [2018年3月1日]. （原始内容存档于2018年2月28日）.
6. ↑  . 腾讯網轉引成都商报. 2009-03-06  [2018年3月1日]. （原始内容存档于2018年2月28日）.
7. ↑  . 腾讯体育. 2009-02-06  [2018年3月1日]. （原始内容存档于2018年2月28日）.（第一輪排名）
8. ↑  . 腾讯体育. 2009-03-05  [2018年3月1日]. （原始内容存档于2018年3月1日）.（第二輪排名）